# Perlit (acél)

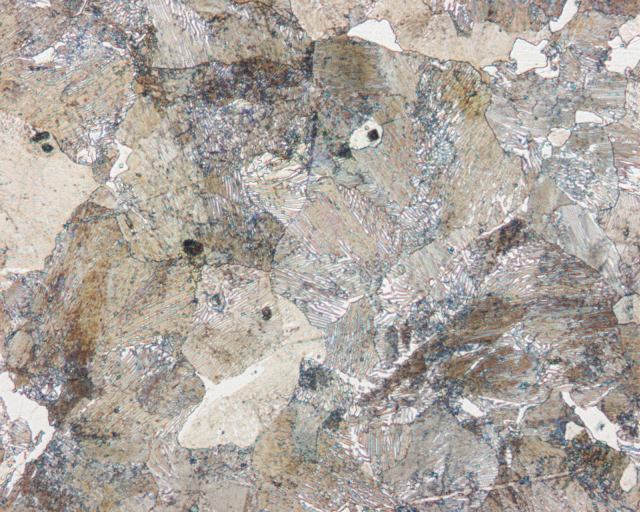
Perlit 0,7% C-tartalmú acélban, 500-szoros nagyítás

Perlit kétfázisú mikrostruktúra acélokban és öntöttvasakban; az ausztenit átalakulásakor keletkezik és felváltva tartalmaz α-vasat (ferritet) és cementitet.
A perlit lemezes szövetszerkezetű, 88 tömegszázalék ferritet és 12 tömegszázalék cementitet tartalmaz, ferrit és cementit rétegekből áll, melyek egymás után következnek. A perlit akkor keletkezik egy eutektoidos reakció során ausztenitből, ha lassan hűtik 723 °C alá. Az ausztenit eutiktikus összetétele körülbelül 0,77% szenet tartalmaz, ennél kevesebb széntartalmú acél a megfelelő arányú viszonylag tiszta ferrit kristályokból fog állni, mely nem vesz részt az eutektikus reakcióban és nem alakul át perlitté.
A perlit nevét a nautiluszok házának lemezes szerkezetéről kapta, melyet angolul mother of pearlnek, gyöngyháznak hívják.
Hasonló struktúrája van a bainitnek is, csak a lemezek mérete a látható fény hullámhosszánál jóval kisebb, ezért nem látszik gyöngyházszínűnek. Ez az acél gyors hűtésekor keletkezik.

## Fordítás
- Ez a szócikk részben vagy egészben  a   Pearlite című angol Wikipédia-szócikk fordításán alapul.  Az eredeti cikk szerkesztőit annak laptörténete sorolja fel. Ez a jelzés csupán a megfogalmazás eredetét és a szerzői jogokat jelzi, nem szolgál a cikkben szereplő információk forrásmegjelöléseként.